# Шведская народная лига Прибалтийского края
Шведская народная лига прибалтийского края (эст. Rootsi Rahvaliit, швед. Svenska Folkförbundet i Östersjöprovinserna) — политическая партия Эстонии, существовавшая с 1917 по 1935 годы. Партия представляла интересы шведского национального меньшинства.

## История
Партия была основана в 1917 году и начала издавать газету «Kustbon». В марте 1919 партия провела свой первый съезд.
В связи со сравнительно небольшим количеством шведского меньшинства, партия не могла оказать какого-либо влияния самостоятельно. Для участия в выборах 1929 года Шведская народная лига образовала вместе с Немецко-балтийской партией «Немецко-Шведский блок», что в результате увеличило суммированное количество голосов двух партий на 20 %. На момент выборов, лидером партии был Ханс Поле, бывший член Христианской народной партии. После смерти Поле в 1930 году, его место занял Матиас Вестерблом.
В 1935 году газета Kustbon была запрещена, так как политическим организациям больше не разрешалось выпускать собственные печатные издания. Её место заняла не относящаяся к партии газета Nya Kustbon.